# Herbie Hide
Herbie Hide (* 27. August 1971 in Owerri, Nigeria als Herbert Okechukwu Maduagwu) ist ein ehemaliger nigerianisch-britischer Profiboxer. Er war zweimaliger WBO-Schwergewichtsweltmeister. Zuletzt kämpfte er im Cruisergewicht.

## Amateurkarriere
Als Amateur bestritt Hide nur 10 Kämpfe mit 8 Siegen und 2 Niederlagen. 1989 wurde er bei der britischen Amateurmeisterschaft im Schwergewicht Zweiter, er verlor im Finale gegen Henry Akinwande.

## Profikarriere
Hide gab bereits im Alter von 18 Jahren 1989 sein Profidebüt und schlug zunächst 25 weitgehend unbekannte Gegner. Er hatte eine hohe K.-o.-Quote, Schnelligkeit und Schlagkraft, wurde allerdings von Craig Peterson erstmals selbst zu Boden geschlagen. Bereits in dieser Phase deuteten sich seine eher schlechten Nehmerfähigkeiten an.

### Zweimaliger Gewinn des WBO-Titels
Nach 25 Siegen konnte er gegen Michael Bentt am 19. März 1994 WBO-Weltmeister werden. Bereits bei seiner ersten Titelverteidigung am 11. März 1995 verlor er jedoch den Gürtel an Riddick Bowe. Er musste in diesem Kampf sieben Mal zu Boden, bevor er in der sechsten Runde endgültig ausgezählt wurde.
Nach zwei gewonnenen Aufbaukämpfen durfte er am 28. Juni 1997 gegen den früheren IBF-Weltmeister Tony Tucker wieder um den vakanten WBO-Gürtel boxen, da Bowe den Titel zuvor niedergelegt hatte. Er gewann durch Technischen K. o. in der zweiten Runde.
Nach zwei Titelverteidigungen, unter anderem gegen Willi Fischer, ging er 1999 gegen Vitali Klitschko in der zweiten Runde k. o. und verlor den Titel erneut.

### Rücktritt und Neuanfang im Cruisergewicht
Er trat zunächst vom Boxsport zurück und startete zwei Jahre später ein Comeback. Bereits seinen zweiten Comeback-Kampf im September 2001 verlor er gegen Joseph Chingangu durch K. o. und blieb für weitere eineinhalb Jahre inaktiv. Im Jahre 2003 konnte er Chingangu zwar seinerseits durch Erstrunden-K.-o. besiegen, doch nach einer weiteren vorzeitigen Niederlage im März 2004 gegen den unbekannten Litauer Mendauga Kulikauskas schien seine Karriere endgültig beendet.
Im September 2006 kehrte Hide nach zweijähriger Abstinenz in den Ring zurück. Er boxte seitdem im Cruisergewicht, das für ihn durch das angehobene Gewichtslimit (200 englische Pfund statt der früheren 190) inzwischen ohne zu starken Substanzverlust erreichbar war und in welchem er sich mehr Chancen ausrechnete, noch einmal die Weltspitze anzugreifen. Herbie Hide stand mittlerweile bei Arena Box-Promotion unter Vertrag. Nach seiner Rückkehr in den Ring bestritt er 4 Kämpfe gegen Aufbaugegner, die er alle vorzeitig für sich entscheiden konnte. Am 23. Dezember 2007 kämpfte er um den vakanten WBC-International-Cruisergewicht-Titel gegen Mikhail Nasyrov und besiegte ihn durch TKO in Runde 6.
Er verteidigte seinen Gürtel drei Mal: Gegen Rüdiger May, den er durch TKO in Runde 2 besiegte, gegen Ehinomen Ehikhamenor und gegen Nuri Seferi.
In drei weiteren Nicht-Titelkämpfen gegen Aleksejs Kosobokovs, Lukasz Rusiewicz und Sandro Siproshvili konnte er siegreich den Ring verlassen.

## Besonderes
Am 18. September 1993 gewann er über 10 Runden nach Punkten gegen Martin Everett; dies sollte bis zu seinem Kampf gegen Ehinomen Ehikhamenor am 30. Mai 2008 sein einziger Punktsieg seiner bis zum damaligen Zeitpunkt 47 Kämpfe bleiben.
Hide war dafür bekannt, manchmal unfair zu boxen. Es kam vor, dass er auf am Boden liegende Gegner weiter einschlug oder nach dem Kommando „Break“ des Ringrichters, was den Stopp des Kampfes für einen kurzen Moment bedeutet, nachschlug.
Seit Anfang 2009 war Graciano Rocchigiani sein neuer Trainer, der von ihm verlangte, disziplinierter zu boxen. Hide boxte seitdem ruhiger und gewann nach Punkten, was ungewöhnlich für den sonst so starken und schnellen Hide war, der seine Gegner meist vorzeitig besiegt hatte.